# Wimblington
Wimblington è un villaggio del Cambridgeshire, nella parte orientale dell'Inghilterra, con una popolazione che al censimento 2001 era pari a 1700 residenti.

## Storia
Già un borgo della grande parrocchia di Doddington, nel 1874 divenne una parrocchia separata e una nuova chiesa, dedicata a St. Peter, fu inaugurata il 15 maggio dello stesso anno.
Wimblington vinse i premi "Miglior Villaggio" del Cambs Times e dello Wisbech Standard per nove volte e nel 1997 si classificò al secondo posto nella competizione "Miglior Villaggio Nazionale dell'Anno".

## Amministrazione

### Gemellaggi
- Morazzone, dal 2007